# Walther Katzenstein
Walther Katzenstein (født 8. oktober 1878 i Lissabon, død 9. september 1929) var en tysk roer, som deltog i OL 1900 i Paris.
Ved OL stillede Katzenstein op i firer med styrmand og i otter for Germania Ruder Club, Hamburg. Firer med styrmand blev den mest kontroversielle i den olympiske historie, hvor der blev gennemført to finaler med firer med styrmand, som begge af IOC er erklæret som officielle og der derfor er dobbelte medaljevindere i konkurrencen. 
Germania-båden vandt sit heat i indledende runde, og besætningen bestod foruden Katzenstein af Waldemar Tietgens samt brødrene Oskar, Gustav og Carl Goßler (styrmand). De kom i den anden finale sammen med de to øvrige heatvindere, en hollandsk båd fra Minerva, Amsterdam, og endnu en tysk båd fra Ludwigshafen. Her var Germania-båden klart hurtigst og vandt med fire sekunder ned til Minerva-båden, mens båden fra Ludwigshafen var yderligere to sekunder bagud.
Fire af roerne fra fireren, heriblandt Katzenstein, var også med i otteren, hvor også Walters bror, Edgar Katzenstein deltog. Båden blev sidst i indledende heat, men kom ikke desto mindre i finalen, hvor de igen sluttede sidst.